# Église Santa Maria dell'Aiuto (Naples)
L’église Santa Maria dell'Aiuto (Sainte-Marie-de-l'Aide) est l'une des églises monumentales de Naples. Elle se situe dans la rue homonyme. Elle est flanquée de la petite église Sante Orsola e Caterina dei Rossi. Dans son voisinage immédiat, se trouvent l'église de Santa Maria la Nova (it), l'église de l'Ecce Homo al Cerriglio et l'église Santi Alberto e Teresa.

## Histoire
L’église tire son origine d'une image sacrée placée dans un édicule par deux jeunes fidèles. Ceux-ci, avec les premiers gains dus à la charité, font construire une petite chapelle et transférer l’image sur toile où le peintre les représente à côté de la Vierge. Quand les offrandes augmentent en raison des grâces reçues pendant la peste de 1656, il y a assez de capitaux pour ériger une véritable église.
On a placé à l’intérieur du nouvel édifice, conçu par Dionisio Lazzari en 1673, l’ancienne peinture à qui, par tradition, on attribue le prodige de la dissolution de toute étoffe ou voile placée sous sa protection.
Après des années d’abandon, l’église a été restaurée ces dernières années pour lui redonner son ancienne splendeur.

## Description

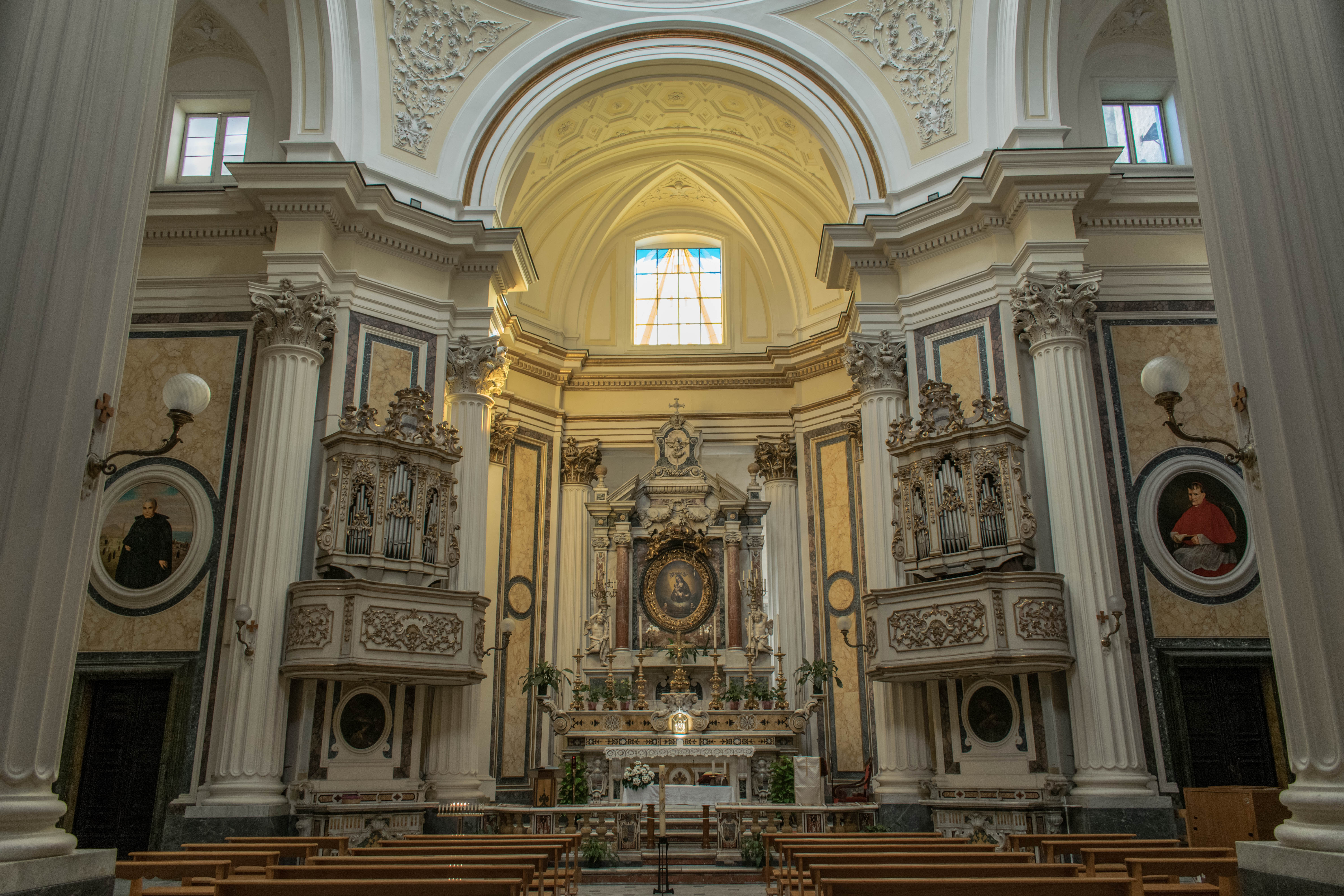
L'intérieur de Dionisio Lazzari.

L’église est l’un des exemples les plus réussis du baroque napolitain.
La façade, qui fait face au Vico di Santa Maria dell'Aiuto avec d'une grille en fer forgé, se caractérise par sa verticalité, accentuée par un tympan curviligne et quatre lésènes (pilastres) disposés deux à deux à ses coins. Au centre, sous la fenêtre rectangulaire, se trouve le portail avec des bords en marbre.
L’intérieur est en croix grecque. À l’intersection des quatre bras, il y a un octogone couvert d'une coupole à caissons cruciformes et une lanterne avec sur la voûte la colombe du Saint-Esprit en stuc. Sur les deux côtés de l'octogone face l'abside, il y a deux orgues du XVIIe siècle, dont les coffres ont été conçus par Dionisio Lazzari lui-même.
Le maître-autel, encadré par deux fortes colonnes corinthiennes, est en marbre polychrome. Au centre du retable, flanquée de deux sculptures d'anges porteurs de candélabres, se trouve l'icône miraculeuse de la Madonna dell'Aiuto. A l'entrée se trouvent trois tableaux de Gaspare Traversi, datés de 1749 et représentant la Nativité de Marie, l'Annonciation et l'Assomption de la Vierge. Sur la droite se trouve le tombeau de Gennaro Acampora, de Francesco Pagano (1738). Les anges qui soutiennent les candélabres de l'autel sont aussi de lui. La peinture représentant la Madonna dell'Aiuto est de Giuseppe Farina, tandis que la Fuite de saint Joseph est de Nicola Malinconico. Les ovales latéraux représentant l'archange saint Michel sont de Giacinto Diano.

## Articles liés
- Baroque napolitain
- Liste des églises de Naples
- Naples

## Source
- (it) Cet article est partiellement ou en totalité issu de l’article de Wikipédia en italien intitulé « Chiesa di Santa Maria dell'Aiuto » (voir la liste des auteurs).